# Skała Pisana

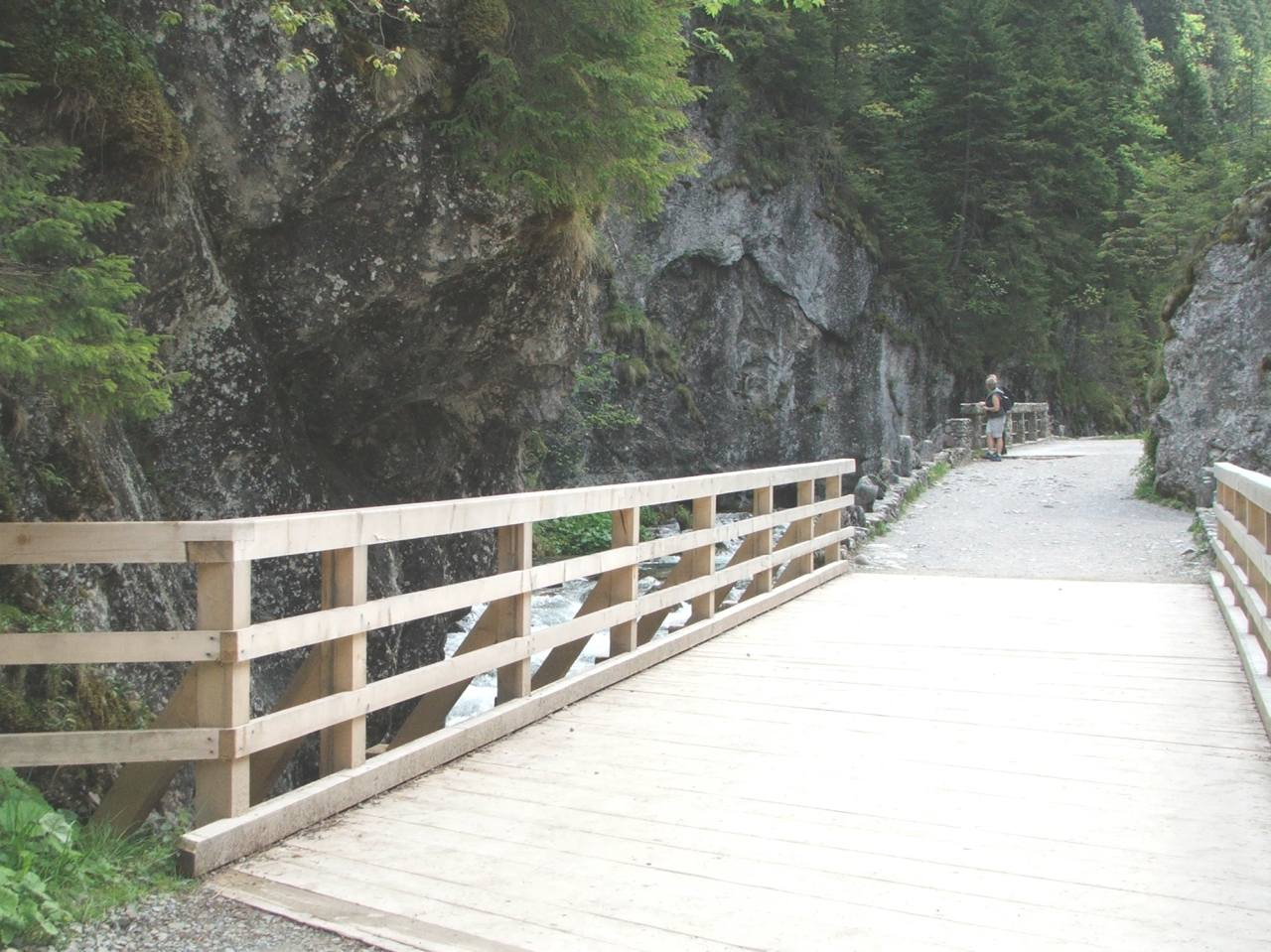
Mostek nad Kościeliskim Potokiem

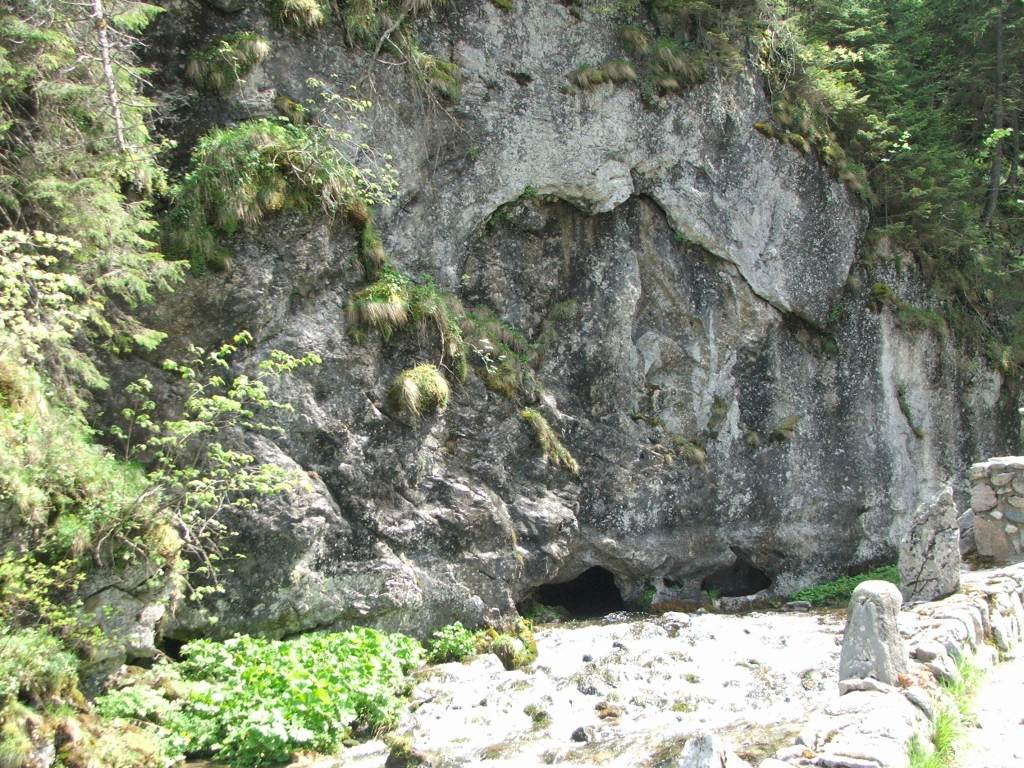
Skała Pisana

Skała Pisana – kilkunastometrowej wysokości pionowa, płaska skała wapienna znajdująca się w Dolinie Kościeliskiej w Tatrach Zachodnich. Położona jest w odległości 4,3 km od Kir, powyżej Polany Pisanej, w skalnej gardzieli Kościeliskiego Potoku, zwanej Wyżnią Kościeliską Bramą (Bramą Raptawicką). Znajduje się po wschodniej stronie doliny, stronę zachodnią skalnej gardzieli tworzą w tym miejscu urwiska Raptawickiej Turni. Cała skała pokryta jest prawie już niewidocznymi autografami kilku pokoleń turystów sprzed lat, między którymi są również podpisy znanych ludzi, np. malarza Henryka Siemiradzkiego. Skała znajduje się tuż obok drewnianego mostka na Kościeliskim Potoku.
Pod Skałą Pisaną znajduje się wielki wypływ wody, stanowiący odwodnienie Wąwozu Kraków i połączony podziemnymi szczelinami z Kościeliskim Potokiem. Około 200 m powyżej w Kościeliskim Potoku występuje tzw. ponor. Woda potoku zanika (nieraz całkowicie) – wpływa do podziemnego koryta i wypływa właśnie tu, a także w Jaskini Wodnej pod Raptawicką. Otwór, którym woda wypływa spod Skały Pisanej, prowadzi do Jaskini Wodnej pod Pisaną. Większość wypływającej tu wody pochodzi z Kościeliskiego Potoku.
Znajdują się też tu jaskinia Wyzior i Jaskinia Wodna przy Pisanej.
Po zachodniej stronie drogi, tuż obok mostka schodzi w tym miejscu jednokierunkowa ścieżka z Jaskini Mylnej.
Pod Skałą Pisaną 21 lutego 1914 r. zastrzeliła się Jadwiga Janczewska, narzeczona Stanisława Ignacego Witkiewicza.

## Szlaki turystyczne
– zielony szlak z Kir dnem Doliny Kościeliskiej do schroniska na Hali Ornak.
- Czas przejścia z Kir na polanę: 1:10 h, ↓ 1:10 h
- Czas przejścia z polany do schroniska: 30 min, ↓ 25 min

 – żółty, jednokierunkowy szlak na wschód przez Smoczą Jamę w Wąwozie Kraków. Szlak rozpoczyna się nieco za południowym krańcem Polany Pisanej i biegnie przez wąwóz i jaskinię do zejścia na Polanę Pisaną. Czas przejścia: 50 min
 – ok. 5 min powyżej Skały Pisanej odchodzi na zachód czarny szlak do Jaskini Raptawickiej. Czas przejścia: 15 min, ↓ 15 min
 – razem z czarnym biegnie szlak czerwony (jednokierunkowy) na zachód do Jaskini Mylnej i Obłazkowej (początkowy odcinek wspólny ze szlakiem czarnym), schodzący do doliny przy Skale Pisanej. Czas przejścia całego szlaku przez Jaskinię Mylną: 50 min